# Nîjnoderevecika, Krasnodon
Nîjnoderevecika (în ucraineană Нижньодеревечка) este un sat în comuna Verhnoșevîrivka din raionul Krasnodon, regiunea Luhansk, Ucraina.

## Demografie
Componența lingvistică a localității Nîjnoderevecika
     Rusă (96,68%)
     Ucraineană (3,32%)
Conform recensământului din 2001, majoritatea populației localității Nîjnoderevecika era vorbitoare de rusă (96,68%), existând în minoritate și vorbitori de ucraineană (3,32%).